# Йеркс, Чарлз Тайсон
Чарлз Тайзон Йеркс (англ. Charles Tyson Yerkes; 25 июня 1837, Филадельфия, Пенсильвания — 29 декабря, 1905, Нью-Йорк) — американский финансист, сыгравший значительную роль в разработке системы общественного транспорта в Чикаго и Лондоне. 
История его жизни легла в основу «Трилогии желания» писателя Теодора Драйзера (романы «Финансист», «Титан», «Стоик»).

## Филадельфия
Чарлз Тайзон Йеркс родился 25 июня 1837 года в Нортен Либертиз (Northern Liberties), районе расположенном рядом с Филадельфией. Его мать умерла от родильной горячки, когда ему было 6 лет и вскоре после этого, его отец за женитьбу на не квакерше был исключен из Общества Друзей (одно из самоназваний квакеров). После окончания двухлетних курсов в Филадельфийской Центральной высшей школе, когда ему было ещё 17 лет, Йеркс начал свою карьеру бизнесмена клерком в местной хлебно-комиссионной конторе. Уже в 22 года (в 1859 году), Йеркс открыл свою маклерскую фирму и присоединился к Филадельфийской фондовой бирже. К 1865 году он продвинулся в банковском деле и специализировался на продаже долговых обязательств города, штата, а также на продаже государственных обязательств. Благодаря связям отца (председателя банка), политическим связям, и его собственным успехам на финансовом поприще, Йеркс приобрел имя в местном обществе и финансовом мире. Он был уже близок к входу в филадельфийское высшее общество, когда грянула беда.
Когда Йеркс служил финансовым агентом Джозефа Мерцера (Joseph Marcer), казначея города Филадельфия, он рискнул общественными деньгами в огромных биржевых спекуляциях. К несчастью Йеркса, эти спекуляции закончились его крахом, когда Великий чикагский пожар (10 октября 1871 года) вызвал панику на бирже. Став банкротом и неспособным выплатить городу задолженность, Йеркс был осуждён за воровство и приговорён к 33 месяцам в исправительной колонии (Eastern State Penitentiary), пользующейся дурной славой за свою систему одиночных заключений. Для выхода из тюрьмы, он попытался шантажировать двух влиятельных пенсильванских политиков, но план провалился. Тем не менее, компрометирующая политиков информация была, в конечном счёте, предана огласке и политические лидеры были этим напуганы, что делало возможным провал в предстоящих выборах. Йерксу было обещано помилование, если он будет отрицать сделанные им обвинения. Он согласился и был освобождён, отбыв семь месяцев заключения. Следующие 10 лет своей жизни Йеркс потратил, чтобы заново нажить состояние.

## Чикаго

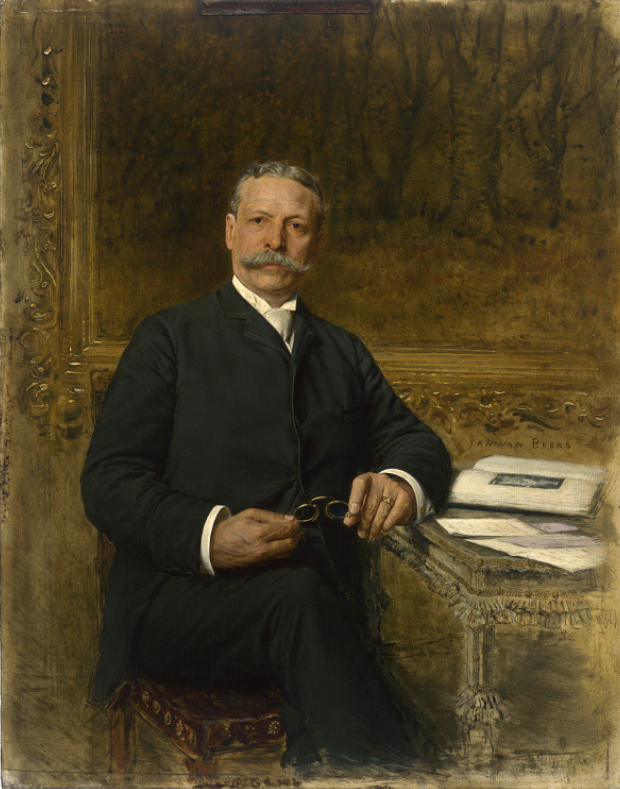
Портрет Ч. Йеркса кисти художника Яна ван Беерса. 1893

В 1881 году Йеркс поехал в Фарго (Дакота), чтобы получить развод у своей жены, с которой прожил 22 года. Спустя год, он женился на двадцатичетырехлетней Марии Аделаиде Мур (Mary Adelaide Moore) и переехал в Чикаго.
Он открыл маклерскую и хлебно-комиссионную конторы, но вскоре был вовлечен в дела, связанные с городской общественной транспортной системой. В 1886 году Йеркс и его партнёры, использовав серию финансовых сделок, захватили Северную чикагскую городскую железную дорогу. А затем он продолжил постепенный захват железных дорог улица за улицей, и спустя некоторое время уже контролировал большую часть городского общественного транспорта в северной и западной частях города. Тем не менее, он никогда так и не достиг своей конечной цели — монополии в общественном транспорте Чикаго: Южная чикагская железная дорога всегда оставалась за пределами его контроля. Йеркс никогда не брезговал ни использованием взяток, ни подкупом для достижения своих целей.
В попытке улучшить свой плохой общественный имидж, Йеркс решил в 1892 году профинансировать строительство самого большого в мире телескопа, лоббируемого астрономом Джоржем Хейлом и президентом Университета Чикаго Вильямом Харпером. Первоначально он намеревался профинансировать лишь строительство телескопа, но неожиданно согласился предоставить средства для строительства всей обсерватории. Он профинансировал около 300 тысяч долларов, которые пошли на основание обсерватории, которая впоследствии получила название Йеркской (Уильямс Бэй, штат Висконсин, США).
В 1895 году Йеркс начал кампанию по продлению концессий на трамвайные линии. Он предложил губернатору Иллинойса Джону Питеру Альтгельду огромную взятку за его поддержку, однако Альтгельд отказался от взятки и наложил вето на проект продления концессий. Йеркс возобновил кампанию в 1897 году, и после тяжелейшего противостояния добился от законодательного органа штата Иллинойс закона, дающего городским советам право на выдачу долгосрочных концессий. Так называемая «война за концессии» переместилась в Чикагский городской совет — арену, на которой Йеркс обычно побеждал. Однако частично реформированный городской совет, возглавляемый мэром Картером Харрсоном-мл., разгромил Йеркса, отказав ему в продлении концессий.
В 1899 году Йеркс продал большую часть своих акций в чикагских транспортных компаниях и переехал в Нью-Йорк.

## Лондон
В августе 1900 года Йеркс решил принять участие в развитии системы подземных железных дорог в Лондоне — Лондонского метрополитена. Он получил контроль над линией Дистрикт и непостроенными ещё линиями Бейкер-стрит-энд-Ватерлоо (англ. Baker Street and Waterloo Railway), Charing Cross, Euston and Hampstead Railway и Большой Северной железной дорогой (англ. Great Northern, Piccadilly and Brompton Railway). Йеркс использовал комплекс финансовых схем, схожих с теми, которые он использовал в Америке, для привлечения  финансирования, необходимого для строительства новых линий и электрификации линии Дистрикт. Одним из последних успехов Йеркса стало то, что он сумел воспрепятствовать попытке Дж. П. Моргана войти в бизнес Лондонского метро.
Йеркс умер в 1905 году в возрасте 68 лет в Нью-Йорке от почечной болезни. К этому моменту ни один из его проектов в Лондоне ещё не был завершён (однако строительство уже вовсю велось). От первоначально оцениваемого состояния Йеркса в размере 22 миллионов долларов после его смерти осталось лишь менее одного миллиона долларов из-за огромного количества долгов.

## Память
- В 1935 году Международный астрономический союз присвоил имя Чарлза Йеркса кратеру на видимой стороне Луны.